# Josip Pogačnik (politik)
Josip Pogačnik (19. října 1866 Podnart – 19. srpna 1932 Lublaň) byl rakouský politik slovinské národnosti, na konci 19. a počátku 20. století poslanec Říšské rady.

## Biografie
Pocházel se selské rodiny. Studoval na gymnáziu v Lublani, pak v Pazinu, kde maturoval roku 1885. V letech 1885–1887 studoval práva na univerzitě ve Štýrském Hradci. Byl zde členem studentského spolku Triglav, ale školu musel opustit, protože převzal správu rodinného statku. Od roku 1901 do roku 1918 byl poslancem Kraňského zemského sněmu za Katolickou národní stranu. Na sněmu se zasazoval o rozvoj železniční sítě v regionu. V roce 1912 byl povýšen do rytířského stavu.
Na konci 19. století se zapojil i do celostátní politiky. Ve volbách do Říšské rady roku 1897 získal mandát v Říšské radě (celostátní zákonodárný sbor) za kurii venkovských obcí, obvod Kranj, Kamnik atd. Za týž obvod uspěl i ve volbách do Říšské rady roku 1901. Mandát obhájil i ve volbách do Říšské rady roku 1907, konaných poprvé podle všeobecného a rovného volebního práva, kdy byl zvolen za obvod Kraňsko 3. Byl poslancem Slovinského klubu. Mandát obhájil za týž obvod i ve volbách do Říšské rady roku 1911. Usedl do Chorvatsko-slovinského klubu. V parlamentu setrval do zániku monarchie. K roku 1911 se profesně uvádí jako místopředseda Poslanecké sněmovny a zemský poslanec. V letech 1908–1918 zastával (s krátkou přestávkou v roce 1909) funkci místopředsedy Poslanecké sněmovny Říšské rady.
V říjnu 1918 se stal předsedou slovinské vlády (od ledna 1919 slovinské zemské vlády) v rámci vznikajícího Státu Slovinců, Chorvatů a Srbů. Od března 1919 do listopadu téhož roku působil jako velvyslanec Království Srbů, Chorvatů a Slovinců ve Vídni. Později opustil politiku a věnoval se hospodářským otázkám. Zasedal ve správních orgánech velkých firem.